# Eustahije IV.
Eustahije (engleski Eustace; ? – 17. kolovoza 1153.) bio je engleski princ i bulonjski grof. Bio je najstariji sin engleskoga kralja Stjepana i njegove supruge, bulonjske grofice Matilde. Kada je Stjepan zauzeo engleski tron poslije smrti Henrika I., Eustahije je postao prijestolonasljednik.
Kralj Stjepan bio je u sukobu sa svojom sestričnom, caricom Matildom. Građanski rat zvan „Anarhija“ vodio se u Engleskoj. Unatoč tomu, 1140. Eustahije se oženio Konstancijom, sestrom francuskog kralja Luja VII. Godine 1147., Eustahiju je dodijeljeno viteštvo. Stjepan je pripremao sina za dolazak na vlast, no Eustahije je umro prije oca te je u jednoj kronici opisan kao „loš čovjek“.